# Ланд, Ник
Ник Ланд (англ. Nick Land; род. 17 января 1962) — английский философ, писатель, блогер и «отец акселерационизма». Считается ведущим писателем в жанре «theory-fiction», а работы связаны с развитием акселерационизма. Работы Ланда хорошо известны сочетанием философских теорий с художественной литературой, наукой, поэзией и перформансом. Также пишет психологические ужасы.

## Биография
Ланд получил степень доктора философии в Эссекском университете под руководством Дэвида Фаррелла Крелла, защитив диссертацию по эссе Хайдеггера 1953 года Die Sprache im Gedicht, посвященному творчеству Георга Тракля.
Он начинал преподавателем континентальной философии в Уорикском университете с 1987 года до своей отставки в 1998 году. В 1995 году вместе с Сэди Плант основал при университете общество Cybernetic Culture Research Unit(CCRU), междисциплинарную исследовательскую группу, описанную философом Грэмом Харманом как: «группа мыслителей неоднородная по своему составу, которые экспериментировали в области концептуального творчества, объединяя широкий спектр различных источников: футуризм, технонауку, философию, мистицизм, нумерологию, научную фантастику и многое другое».
Во время своего пребывания в Уорике Ланд участвовал в Virtual Futures, серии конференций по киберкультуре, которые рекламировались как «антидисциплинарное мероприятие» и «конференции по постгуманитарным наукам». Как вспоминает Робин Маккей, на Virtual Futures 96 во время своего выступления Ник Ланд: «лежал на земле и хрипел в микрофон», в то время как сам Маккей на заднем плане включал записи в стиле джангл. «Некоторые люди были действительно потрясены этим. Они хотели стандартного выступления. Один человек из аудитории встал и сказал: ”Знаете, некоторые из нас все еще марксисты", - и вышел».
В 1992 году он публикует книгу The Thirst for Annihilation: Georges Bataille and Virulent Nihilism. Ланд написал множество коротких текстов, многие из которых были опубликованы в 1990-х годах, когда он был в CCRU. Большинство этих статей были собраны в ретроспективный сборник Fanged Noumena, и опубликованы в 2011 году.
Ланд преподавал в New Centre for Research & Practice до марта 2017 года, пока Центр не прекратил с ним сотрудничество «после нескольких твитов Ланда, в которых он недопустимо высказывался о мусульманах и иммигрантах».
По состоянию на 2017 год Ланд проживает в Шанхае. Там же он женился на своей бывшей студентке и члене ГИКК Анне Гринспан. У пары родилось двое детей.

## Основные идеи и влияние

### Ранние работы
Работы Ланда в CCRU, а также его труды, написанные до периода его творчества связанного с Тёмным Просвещением, оказали влияние на политическую философию акселерационизма, концепции схожей с идеей «фатальной стратегии» в ранних работах Жана Бодрийяра, где: «система упраздняется, всего лишь подталкиванием её к функционированию по законам гиперлогики, в режиме предельной нагрузки, который ей противопоказан». Вместе с другими членами CCRU Ланд объединил идеи из оккультизма, кибернетики, научной фантастики и постструктуралистской философии, чтобы попытаться описать феномен техно-капиталистического ускорения.
Ланд ввел в обиход термин «гиперверие», представляющий собой сочетание «гипер» и «суеверия», для описания чего-то, что «находится на грани фантастики и технологии». Согласно Ланду, гиперверие - это идеи, которые самим своим существованием в качестве идей создают свою собственную реальность.

### Поздние работы
Тёмное Просвещение Ланда выступает против эгалитаризма и ассоциируется с праворадикальными движениями. Согласно репортёру Дилану Мэтьюсу, Ланд считает, что демократия ограничивает ответственность и свободу. Шуджа Хайдер отмечает: «Его серия эссе, излагающих принципы темного просвещения, стала основой канона NRx».
В его работах обсуждались темы научного расизма и евгеники, того, что он кратко назвал «гиперасизмом».
Акселерационизм Ланда с конца 2016 года все чаще признается источником вдохновения для альтернативных правых. Сам Ланд отрицает, что NRx является движением, и разделяет неореакцию с движением Alt-right.

## Статьи
- Kant, Capital, and the Prohibition of Incest: A Polemical Introduction to the Configuration of Philosophy and Modernity (Third Text 2(5) 1988)
- Narcissism and Dispersion in Heidegger’s 1953 Trakl Interpretation (Philosophers' Poets, Routledge, 1990)
- Delighted to Death (Pli — The Warwick Journal of Philosophy 3(2) 1991)
- Art as Insurrection: The Question of Aesthetics in Kant, Schopenhauer, and Nietzsche (Nietzsche and Modern German Thought, Routledge, 1991)
- Circuitries (Pli — The Warwick Journal of Philosophy 4(1/2), 1992)
- Spirit and Teeth (Of Derrida, Heidegger, and Spirit, Northwestern University Press, 1993)
- After the Law (Closure or Critique: New Directions in Legal Theory, Edinburgh University Press, 1993)
- Machinic Desire (Textual Practice 7(3), 1993)
- Making It with Death: Remarks on Thanatos and Desiring-Production (Journal of the British Society for Phenomenology 24(1), 1993)
- (вместе с Сэди Плант) Cyberpositive (Unnatural: Techno-Theory for a Contaminated Culture, Underground, 1994)
- Shamanic Nietzsche (Nietzsche: A Critical Reader, Wiley, 1995)
- Machines and Technocultural Complexity: The Challenge of the Deleuze-Guattari Conjunction (Theory, Culture & Society 12(2) 1995)
- Meat (or How to Kill Oedipus in Cyberspace) (Body & Society 1(3-4), 1995)
- Cyberrevolution (***Collapse 1, Privately Published, 1995)
- Hypervirus (***Collapse 2, Privately Published, 1995)
- A zIIgothIc-==X=coDA==-(CookIng-lobsteRs- wIth-jAke-AnD-DInos) (Chapmanworld, ICA Publications, 1996)
- Shoot-out at the Cyber Corral (New Scientist 2043, 1996)
- Cyberspace Anarchitecture as Jungle-War (Architectural Design 118: Architects in Cyberspace, 1996)
- Meltdown (Abstract Culture 1, CCRU, 1997)
- CyberGothic (Virtual Futures: Cyberotics, Technology and Posthuman Pragmatism, Routledge, 1998)
- Mechanomics (Pli — The Warwick Journal of Philosophy 7, 1998)
- Qabbala 101 (Collapse Volume I: Numerical Materialism, Urbanomic Press, 2006)
- Foreword (0(rphan)d(rift>) Cyberpositive, Cabinet Editions, 2012)
- Introductions to the Afterlife (Design Ecologies 2(1), 2012)
- Teleoplexy: Notes on Acceleration (#ACCELERATE: The Accelerationist Reader, Urbanomic, 2014)
- Odds and Ends: On Ultimate Risk (Collapse Volume VIII: Casino Real, Urbanomic, 2014)
- Foreword (CCRU: Writings 1997—2003, Time Spiral Press, 2015)
- (вместе с Anna Greenspan) Neo-Modern Shanghai and Art of Abstraction (Flash Art 307, 2016)
- Neurosys (Parasol: Journal of the Centre for Experimental Ontology 1, Parasol Press, 2017)

## Публикации на русском языке
- Телеоплексия: заметки об акселерации // Логос. Философско-литературный журнал. 2018. Т. 28. № 2. С. 21-30. Файл не найден
- «Фрагментация — вот единственная стратегия». Интервью с Ником Ландом // Логос. Философско-литературный журнал. 2018. Т. 28. № 2. С. 31-54. Файл не найден
- Ник Ланд: Киберготика. (Серия «Собрание сочинений Ника Ланда». Т. 2). Пермь: Гиле Пресс, 2019.
- Ник Ланд: Дух и зубы. (Серия «Собрание сочинений Ника Ланда». Т. 1). Пермь: Гиле Пресс, 2020.
- Ник Ланд + ГИКК: Нестандартные исчисления (Серия «Собрание сочинений Ника Ланда». Т. 3) Пермь: Гиле Пресс, 2021.
- Жажда аннигиляции. Жорж Батай и вирулентный нигилизм (очерк атеистической религии). Изд-во ΕΣΧΑΤΟΝ, 2025. 312 с.